# Кіх Олександр Олександрович
Олександр Олександрович Кіх (1869—1931) — російський інженер шляхів сполучення і громадський діяч, член IV Державної думи від Київської губернії .

## Біографія
Лютеранин, до 1915 року — православний. Син київського купця 2-ї гільдії Олександра Яковича Кіха, особистий дворянин. Землевласник Київського повіту (2770 десятин, у тому числі при селах Завалівці та Наливайківці), домовласник у місті Києві.
У 1886 році закінчив Першу київську гімназію і вступив на фізико-математичний факультет Київського університету, звідки перейшов в Інститут інженерів шляхів сполучення, який і закінчив у 1893 році.
Після закінчення інституту вступив на службу і був призначений на будівництво Західно-Сибірської залізниці. У 1896 році перейшов в управління Південно-Західної залізниці, де з перервами прослужив до 1909 року. У 1901—1904 роках був штатним викладачем Київського політехнічного інституту з будівельного мистецтва. Дослужився до чину статського радника.
З 1906 року обирався гласним Київської міської думи, а з 1909 року — і членом міської управи. Головував у різних комісіях, після обрання міської думи входив в комітети зі спорудження в Києві пам'ятників Олександру II і Столипіну, а також в правління Київського політехнічного інституту. Окрім того, був почесним мировим суддею Київського округу. У 1911 році, з введенням у Західних губерніях земських установ, був обраний на три роки гласним Київського повітового земського зібрання і членом Київської губернської земської управи, з правом заступництва голови. У 1913 році був членом комітету Всеросійської виставки в Києві.
На виборах в IV Державну думу був виборником по Київському повіту від з'їзду землевласників. 12 жовтня 1913 року на додаткових виборах від з'їзду землевласників був обраний на місце Ф. М. Безака . Входив до фракції російських націоналістів і помірно-правих (ФНУП), після її розколу в серпні 1915 року — в групу прогресивних націоналістів і Прогресивний блок. Був товаришем голови комісії з торгівлі і промисловості (з 2 грудня 1916), а також членом комісій: зі шляхів сполучення, у міських справах, з народного здоров'я і з місцевого самоврядування.
З початком Першої світової війни увійшов до Київського губернського комітету Всеросійського земського союзу з надання допомоги пораненим і хворим воїнам, був уповноваженим цього комітету з завідування госпіталем ВЗС № 5 в Києві. У 1917 році був обраний гласним Київської міської думи за списком позапартійного блоку російських виборців. У тому ж році увійшов в останній склад Ради Київського клубу російських націоналістів.
З 1920 року в еміграції в Чехословаччині. Був викладачем Російського вищого училища техніків шляхів сполучення в Празі . Помер в 1931 році. Похований на Ольшанському цвинтарі.

## Сім'я
Був одружений з Ганною Миколаївною Кіх, мав сімох дітей, серед яких:
- Микола, випускник Першої київської гімназії (1909)[4].
- Олександр (1897—1916), вихованець Першої київської гімназії[5]. На початку Першої світової війни закінчив Київське 2-е військове училище (1915), прапорщик 9-го Кубанського пластунського батальйону, убитий 22 червня 1916 року[6]. Був похований на Аскольдовій могилі[7].
- Віктор (1900—1920), вихованець Першої київської гімназії[8], учасник Білого руху, телеграфіст 4-ї артбригади 2-ї дивізії Білої армії. Розстріляний більшовиками в Ялті в грудні 1920[9].
- Петро (1900—1920), випускник Першої київської гімназії (1918), учасник Білого руху, солдат. Розстріляний більшовиками в Ялті в грудні 1920[9].